# 1932 en France
Chronologie de la France
- 1928
- 1929
- 1930
- 1931
- 1932
- 1933
- 1934
- 1935
- 1936

Cette page concerne l'année 1932 du calendrier grégorien.

## Événements

### Janvier

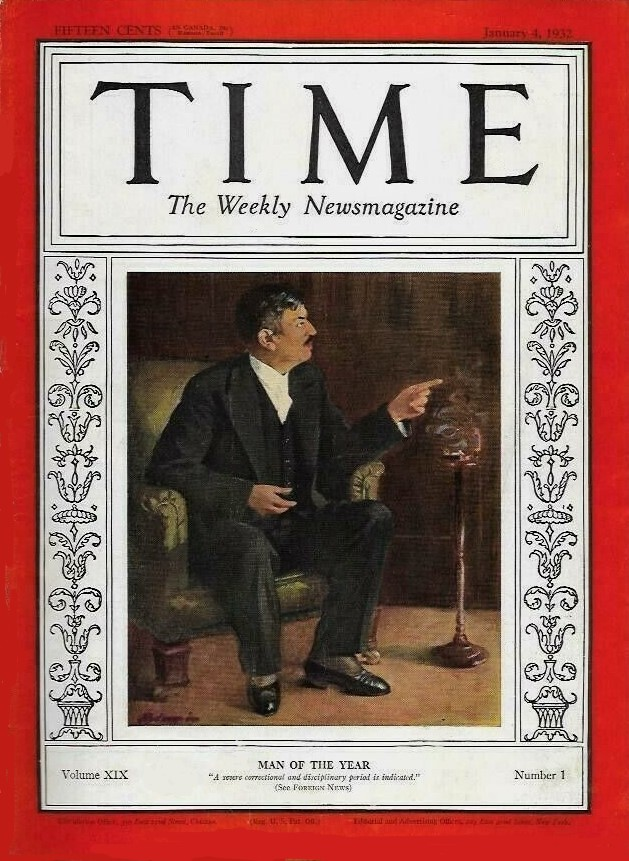

- 4 janvier : Pierre Laval est proclamé « homme de l'année » par le magazine Time[1].
- 5 janvier : création de l’Office du Niger, établissement public autonome, chargé d’un projet de développement agricole inspiré par l’ingénieur Émile Bélime au Soudan français[2].
- 6 janvier : entretien entre l’ambassadeur de France en Allemagne François-Poncet et le chancelier Heinrich Brüning ; en raison de la crise financière, l’Allemagne décide de ne plus honorer ses dettes[3].
- 12 janvier : démission du gouvernement Pierre Laval à la suite de la mort du ministre de la Guerre André Maginot ; Pierre Laval reconstitue le 14 janvier un troisième gouvernement en éliminant Aristide Briand, malade[4].
- 15 janvier, pacification du Maroc : les forces coloniales, commandées par le général Henri Giraud, attaquent le Tafilalet qui est soumis le lendemain[5].

### Février
- 13 février : décret réorganisant le contrôle public sur les compagnies de chemins de fer d'intérêt général[6].
- 16 février : 
  - opposé au projet de réforme électorale, le Sénat renverse le gouvernement Pierre Laval[7].
  - dépôt du brevet du presse-purée par Jean Mantelet, fondateur de Moulinex[8].
- 20 février-10 mai : André Tardieu président du Conseil[9].

### Mars
- 6 mars-5 avril : première liaison aérienne entre la France et la Nouvelle-Calédonie[10].
- 11 mars : loi Landry sur les allocations familiales pour tous les salariés[11].
- 11-19 mars : VIIe congrès du Parti communiste français à Paris[12].
- 18 mars : Edmond Fritsch secrétaire du syndicat des ébénistes et trésorier du comité de chômeurs du XIe arrondissement, est tué par la police à Vitry-sur-Seine lors d'une manifestation[13].
- Henri Bergson publie son dernier ouvrage, Les deux sources de la morale et de la religion : « L'humanité est une société ouverte qui nous intime des devoirs envers tous les hommes, alors que la nation vise la cohésion sociale devant un ennemi. »[14]

### Avril
- 18 avril : création de la Banque nationale pour le commerce et l'industrie[15] ; elle est dissoute après fusion avec le Comptoir national d'escompte de Paris le 26 mai 1966 pour devenir la Banque nationale de Paris[16].

### Mai
- 1er et 8 mai : victoire de l'Union des gauches  (socialiste et radicaux) aux élections législatives[17]. Rupture des négociations des radicaux avec la SFIO[18]. La crise économique favorise l'Action française et les Croix-de-Feu appelées « ligues ».

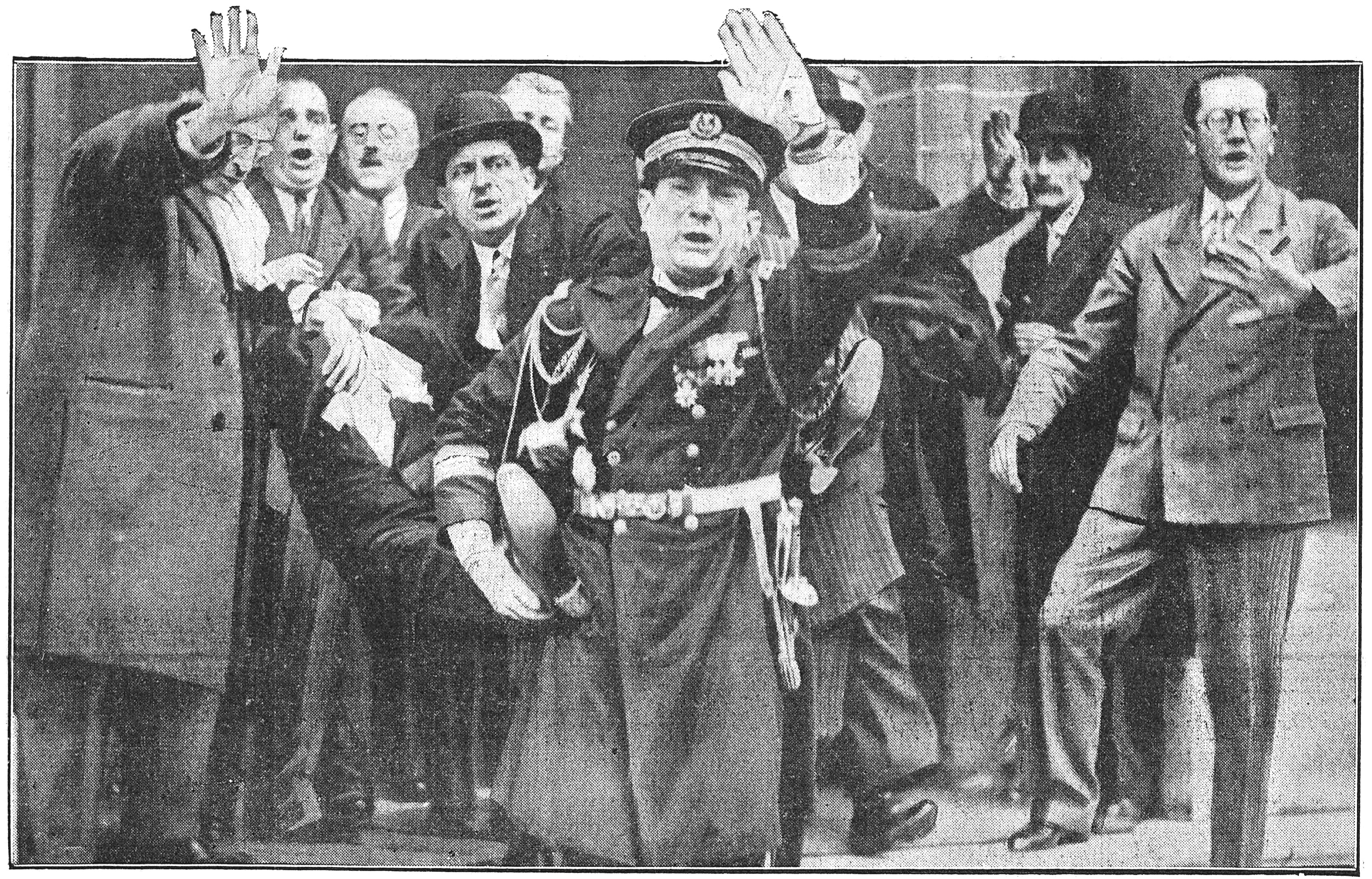
Assassinat de Paul Doumer. Le Matin, 7 mai 1932.

- 6 mai : assassinat du Président de la République française Paul Doumer par un déséquilibré russe Gorgoulov[19].
- 10 mai : Albert Lebrun est élu président de la République. Il succède à Paul Doumer (fin en 1940)[17].
- 16 mai : incendie du paquebot français Georges Philippar au large d’Aden, 52 personnes trouvent la mort dont le journaliste Albert Londres[20].
- 25 mai : les époux Lang-Willar, rescapés du naufrage du paquebot Georges Philippar meurent dans un accident d'avion au-dessus des Apennins[21].

### Juin
- 3 juin-14 décembre : Édouard Herriot Président du Conseil. Il forme un gouvernement[9] sans la participation des socialistes. Il donne la priorité aux questions internationales (conférence du désarmement). Le ministère de l'Instruction publique est rebaptisée ministère de Éducation nationale[22].
- 16 juin-9 juillet : conférence de Lausanne annulant les réparations de guerre dues par l’Allemagne[23].
- 25 juin : création de la Fédération française de basket-ball[24].
- 27 juin : arrestation d'Izaja Bir, dit « Fantômas » agent soviétique d'origine polonaise par les services du contre-espionnage français[25].

### Juillet

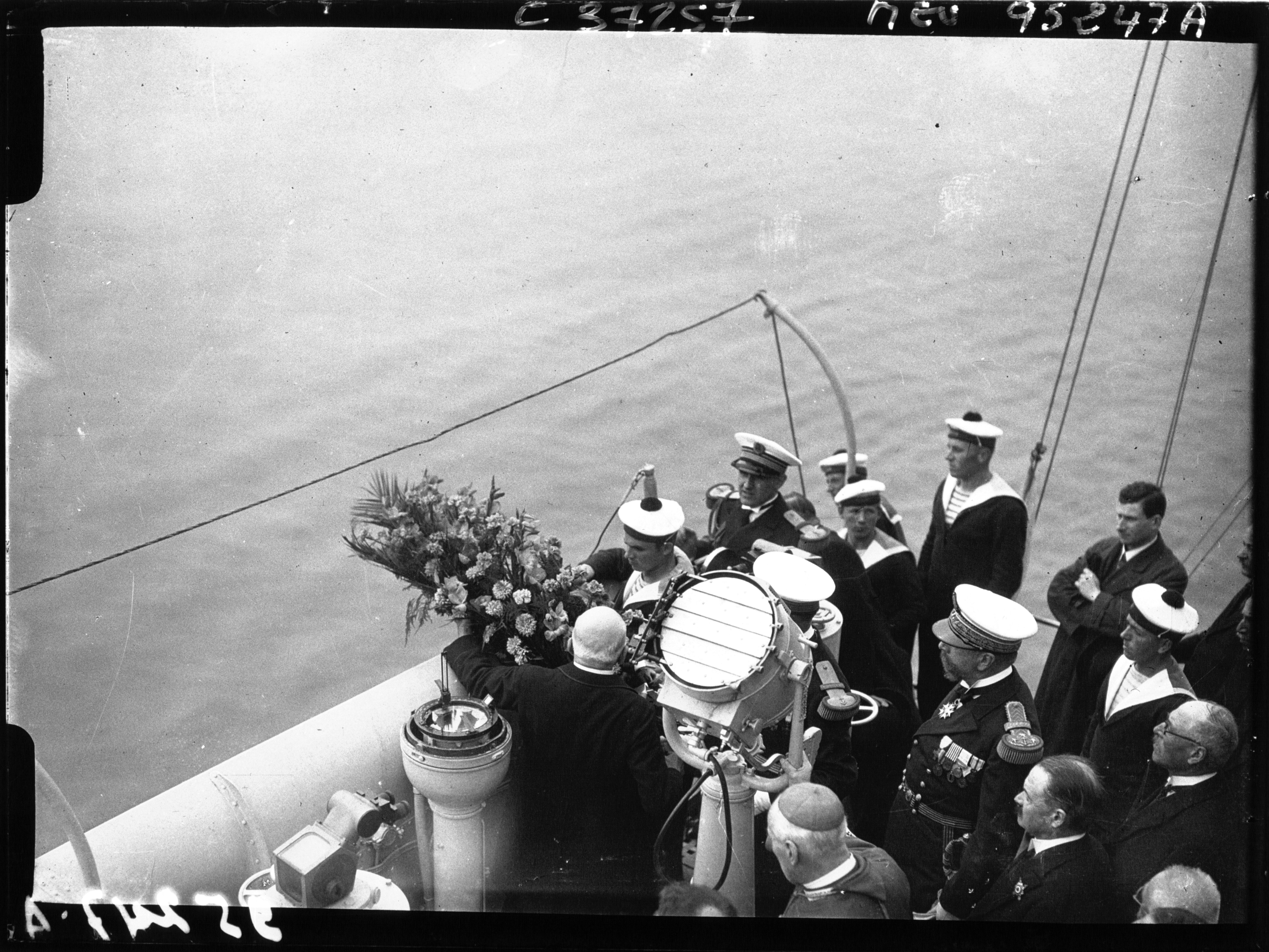
Cérémonie en l'honneur des victimes du Prométhée, à Cherbourg, avec M. Herriot, M. Leygues et l'évêque de Coutances. 30 juillet 1932.

- 7 juillet : naufrage du sous-marin Prométhée au large du cap Lévi, près de Cherbourg, causant la mort de 62 personnes[26].
- 15 juillet : loi de finances visant au rétablissement de l'équilibre budgétaire préparée par le ministre des finances Louis Germain-Martin et le ministre du budget Maurice Palmade. Réduction de 8 % des dépenses publiques, majoration de 10 % de la taxe sur les opérations boursières, conversion des rentes à 5 % des emprunts émis entre 1915 et 1928[27]. Selon Louis Germain-Martin, les recettes fiscales de l'État représentent 41,5 % du revenu national (35 % en 1928)[28].
- 22 juillet : Thomas Olszanski est déchu de la nationalité française pour syndicalisme par le Tribunal de Douai, sentence confirmée la Cour d'Appel de la même ville le 24 novembre ; l'affaire Olszanski dure deux ans et un comité de défense est constitué. Sous le coup d'un arrêté d'expulsion signé par Albert Sarraut le 19 avril 1934, il est arrêté le 15 septembre puis expulsé le 17 octobre 1934[29],[30].

### Août
- 7 août : attentat à Rennes contre un monument symbolisant l'union de la Bretagne à la France[31].
- 10 août : loi de protection du travail national[32]. Votée sous la pression des syndicats, la loi oblige les entreprises et le patronat à privilégier l'emploi de la main d'œuvre locale française au détriment de la main d’œuvre étrangère.
- 21 août : décret visant à faciliter l’accès à la citoyenneté française des Africains qui le souhaitent[33].

### Septembre
- 11 septembre : début du premier championnat de football professionnel[34].
- 14 septembre : Gorgoulov est guillotiné à la prison de la Santé[19].

### Octobre
- 6-16 octobre : Salon automobile de Paris au Grand Palais[35].

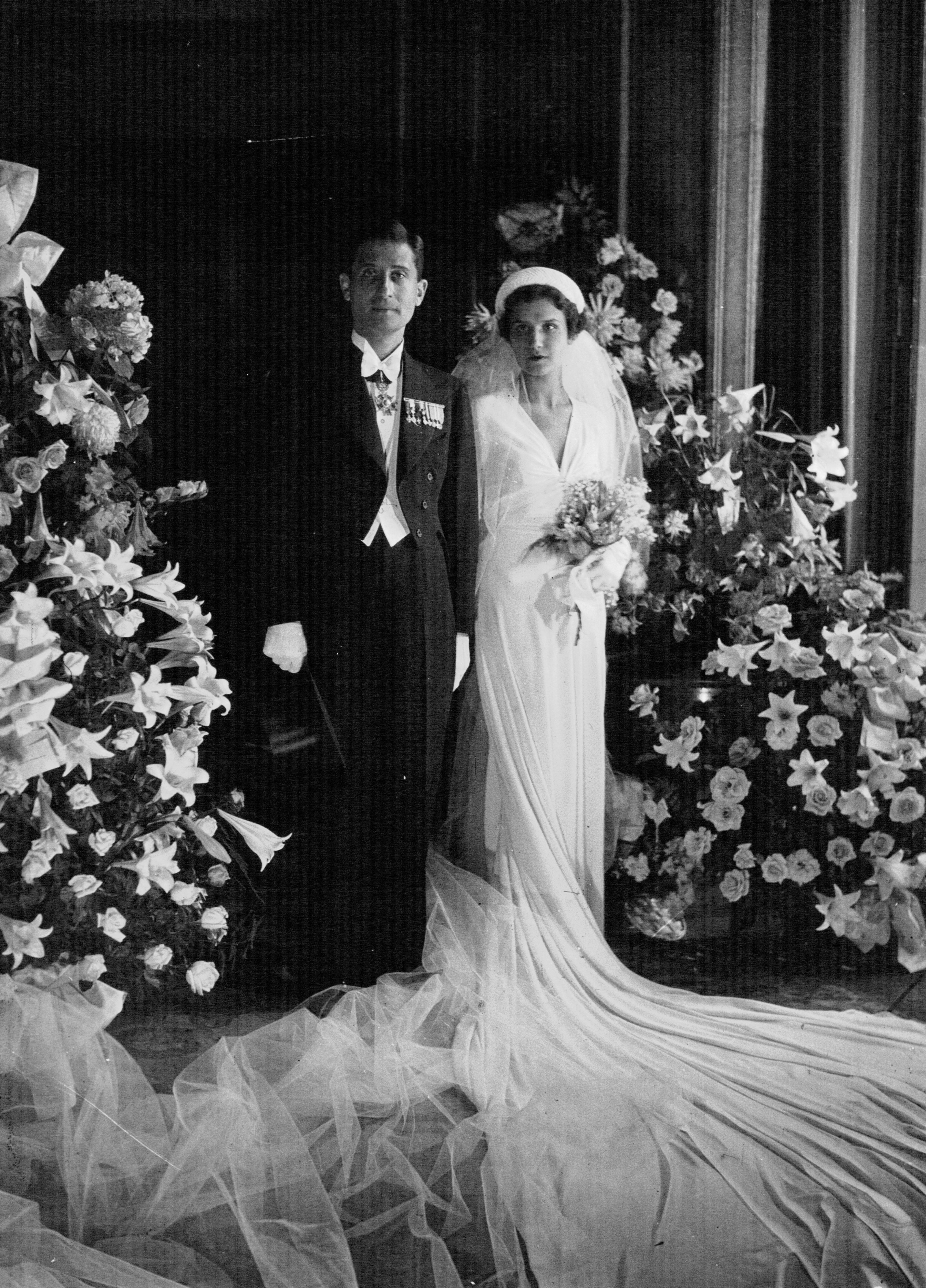
Alíki Diplarákou et Paul-Louis Weiller.

- 22 octobre : Alíki Diplarákou, Miss Europe 1930, épouse l'industriel français Paul-Louis Weiller[36].
- 29 octobre :
  - lancement du paquebot Normandie construit dans les chantiers de Penhoët à Saint-Nazaire[37].
  - ouverture du premier Monoprix à Rouen[38].
- 30 octobre : assemblée constitutive du Souvenir vendéen au château de La Pénissière à La Bernardière[39].
- Hugues Panassié, Pierre Nourry et Charles Delaunay fondent le Hot Club de France[40].
- Benoît Frachon quitte le secrétariat du Parti communiste français pour entrer au secrétariat confédéral de la CGTU[41]. Il va transformer la centrale syndicale en véritable « courroie de transmission » du PCF[42] et en assurer la mainmise sur sa direction pour des dizaines d'années.

### Novembre
- 7 novembre : création d'Un jardin sur l'Oronte drame lyrique d'Alfred Bachelet et Franc-Nohain à l'opéra Garnier, à Paris[43].
- 22 novembre : création de l'Association d'entraide de la noblesse française[44].
- 29 novembre : pacte de non-agression franco-soviétique[45].

### Décembre
- 14 décembre : chute du président du Conseil Édouard Herriot sur la question du paiement aux Américains des dettes de guerre, que la Chambre refuse, puisque sur la proposition des États-Unis, l’Allemagne a cessé de payer les réparations depuis l’été 1931[46].
- 15 décembre : arrêté créant l'Office de compensation, compétent pour les opérations de clearing[47].
- 18 décembre : Joseph Paul-Boncour président du Conseil, forme un gouvernement[9].

## Naissances en 1932
- 5 février : Claude Chantal, actrice française spécialisée dans le doublage († 8 février 2016).
- 31 octobre : Jacques Pic, grand chef cuisinier, 3 étoiles au Guide Michelin.
- 29 novembre : Jacques Chirac, Président de la République française de 1995 à 2007.
- 6 décembre : Jacques Ferrière, acteur français.
- 5 décembre : Jacques Roubaud, poète français.

## Décès en 1932
- 7 mars : Aristide Briand, Homme Politique, ancien Président du Conseil, Ministre et Député.(28 mars 1862).
- 10 avril : André Baillon, écrivain
- 19 août : Louis Anquetin, peintre, dessinateur et aquarelliste français (° 26 janvier 1861).
- 23 septembre : Jules Chéret, peintre et lithographe français (° 1er juin 1836).